# III. třída okresu Trutnov
III. třída okresu Trutnov (Okresní soutěž okresu Trutnov) patří společně s ostatními třetími třídami mezi deváté nejvyšší fotbalové soutěže v Česku. Je řízena Okresním fotbalovým svazem Trutnov. Hraje se každý rok od léta do jara se zimní přestávkou. Účastní se ji 11 týmů - z okresu Trutnov, každý s každým hraje jednou na domácím hřišti a jednou na hřišti soupeře. Celkem se tedy hraje 22 kol. Vítězem se stává tým s nejvyšším počtem bodů v tabulce a postupuje do Okresního přeboru okresu Trutnov.

## Vítězové

### III. třída okresu Trutnov
| Ročník    | Vítězný tým                  |
| --------- | ---------------------------- |
| 2003/2004 | TJ Jiskra Horní Maršov       |
| 2004/2005 | TJ Bohuslavice nad Úpou      |
| 2005/2006 | TJ Baník Žacléř „B“          |
| 2006/2007 | TJ Baník Rtyně v Podkrkonoší |
| 2007/2008 | SK MFC Svoboda nad Úpou      |
| 2008/2009 | FK HAVEX Strážné             |
| 2009/2010 | SK Janské Lázně „B“          |
| 2010/2011 | TJ Sokol Kunčice nad Labem   |
| 2011/2012 | TJ Jiskra Libeč              |
| 2012/2013 | FC Libotov                   |

### III. třída okresu Trutnov skupina východ
| Ročník    | Vítězný tým                  |
| --------- | ---------------------------- |
| 2013/2014 | TJ Spartak Pilníkov          |
| 2014/2015 | TJ Sokol Bílá Třemešná „B“   |
| 2015/2016 | TJ Spartak Pilníkov          |
| 2016/2017 | TJ Jiskra Libeč              |
| 2017/2018 | FK Baník Radvanice v Čechách |
| 2018/2019 |                              |

### III. třída okresu Trutnov skupina západ
| Ročník    | Vítězný tým                |
| --------- | -------------------------- |
| 2013/2014 | SK Spartak Hajnice         |
| 2014/2015 | FK Borovnice               |
| 2015/2016 | TJ Jiskra Libeč            |
| 2016/2017 | TJ Sokol Kunčice nad Labem |
| 2017/2018 | TJ Lánov                   |
| 2018/2019 |                            |